# Phil Rollins
Philip Lee "Phil" Rollins (Wickliffe, Kentucky, 19 de enero de 1934 - 8 de febrero de 2021) fue un jugador de baloncesto estadounidense que jugó tres temporadas en la NBA y dos más en la ABL. Con 1,88 metros de estatura, lo hacía en la posición de base. Es hermano del también exjugador profesional Kenny Rollins.

## Trayectoria deportiva

### Universidad
Jugó durante cuatro temporadas con los Cardinals de la Universidad de Louisville, en las que promedió 12,5 puntos por partido. En 1956, siendo capitán del equipo, ganaron el National Invitation Tournament, derrotando a Dayton en la final.

### Profesional
Fue elegido en la decimosexta posición del Draft de la NBA de 1956 por Philadelphia Warriors, pero no fue hasta la temporada 1958-59 cuando se incorporó al equipo, jugando 23 partidos en los que promedió 3,7 puntos y 1,9 asistencias, hasta que fue traspasado mediada la temporada a Cincinnati Royals a cambio de Vern Hatton.
En los Royals acabó la temporada mejorando ostensiblemente sus estadísticas, que se irían hasta los 6,8 puntos, 4,1 rebotes y 2,8 asistencias por partido, ganándose la renovación, y jugando la temporada siguiente completa con el equipo. En 1960 fue traspasado a St. Louis Hawks, quienes a su vez, tras 7 partidos lo enviaron a New York Knicks, donde acabó la temporada promediando 6,1 puntos y 2,4 asistencias por partido.
Tras no encontrar equipo en la NBA, jugó dos temporadas más en la ABL hasta que ésta desapareció, acabando como decimosexto mejor anotador de la corta historia de la liga, con 13,7 puntos por partido, y el tercer mejor pasador, con 3,9 asistencias.

## Estadísticas de su carrera en la NBA

### Temporada regular
| Temporada | Edad | Equipo                | Liga | P   | TIT | MIN  | TC  | TCA | %TC  | 3P | 3PA | %3P | TL  | TLA | %TL   | R.OF. | R.DEF. | REB | ASIS | ROB | TAP | PER | FP  | PTS |
| 1958-59   | 25   | TOTAL                 | NBA  | 44  |     | 15.7 | 1.9 | 5.0 | .376 |    |     |     | 1.4 | 2.0 | .700  |       |        | 2.9 | 2.3  |     |     |     | 1.1 | 5.2 |
| 1958-59   | 25   | Philadelphia Warriors | NBA  | 23  |     | 10.9 | 1.3 | 3.3 | .377 |    |     |     | 1.2 | 2.0 | .622  |       |        | 1.8 | 1.9  |     |     |     | 0.8 | 3.7 |
| 1958-59   | 25   | Cincinnati Royals     | NBA  | 21  |     | 21.0 | 2.6 | 6.9 | .375 |    |     |     | 1.7 | 2.1 | .778  |       |        | 4.1 | 2.8  |     |     |     | 1.4 | 6.8 |
| 1959-60   | 26   | Cincinnati Royals     | NBA  | 72  |     | 17.2 | 2.2 | 5.4 | .409 |    |     |     | 1.1 | 1.8 | .606  |       |        | 2.5 | 3.2  |     |     |     | 2.1 | 5.5 |
| 1960-61   | 27   | TOTAL                 | NBA  | 61  |     | 13.4 | 1.8 | 4.8 | .372 |    |     |     | 1.0 | 1.4 | .659  |       |        | 1.6 | 2.0  |     |     |     | 2.0 | 4.5 |
| 1960-61   | 27   | St. Louis Hawks       | NBA  | 7   |     | 12.9 | 0.4 | 4.1 | .103 |    |     |     | 1.0 | 1.0 | 1.000 |       |        | 0.9 | 2.1  |     |     |     | 1.9 | 1.9 |
| 1960-61   | 27   | Cincinnati Royals     | NBA  | 14  |     | 6.1  | 0.7 | 2.3 | .313 |    |     |     | 0.0 | 0.5 | .000  |       |        | 0.6 | 0.8  |     |     |     | 0.1 | 1.4 |
| 1960-61   | 27   | New York Knicks       | NBA  | 40  |     | 16.0 | 2.4 | 5.8 | .414 |    |     |     | 1.3 | 1.9 | .689  |       |        | 2.1 | 2.4  |     |     |     | 2.7 | 6.1 |
| Total     |      |                       | NBA  | 177 |     | 15.5 | 2.0 | 5.1 | .389 |    |     |     | 1.1 | 1.7 | .649  |       |        | 2.3 | 2.6  |     |     |     | 1.8 | 5.1 |